# Betacoronavirus pandemicum
Betacoronavirus pandemicum (früher Severe acute respiratory syndrome-related coronavirus) bezeichnet die bisher einzige vom International Committee on Taxonomy of Viruses (ICTV) offiziell bestätigte Spezies (Art) der Untergattung Sarbecovirus der Gattung Betacoronavirus in der Familie der Coronaviridae (Stand 7. Mai 2024).
Geläufige Abkürzungen wie SARSr-CoV, englisch SARS-related coronavirus(es) oder deutsch „SARS-assoziierte(s) Coronavirus/-viren“ sind vom Speziesnamen abgeleitete sogenannte „Sammelbezeichnungen“ (englisch collective names).
Die Spezies wurde vom ICTV 2009 ratifiziert aus der Vereinigung den vorherigen Spezies Severe acute respiratory syndrome coronavirus und Severe acute respiratory syndrome-related bat coronavirus (einer Gruppe nahe verwandter Viren).
Die bekanntesten Vertreter dieser Spezies sind SARS-CoV(-1) und SARS-CoV-2, die die Erkrankungen SARS bzw. COVID-19 auslösen.

## Name
Bis 2009 existierte die Spezies als Severe acute respiratory syndrome coronavirus, welche nur Viren enthielt, die mit dem SARS-Ausbruch 2003 in Verbindung standen, nebst einer Reihe praktisch identischer Virus-Isolate von Tieren.
2008 wurde vorgeschlagen, weitere weiter entfernt verwandte, neu entdeckte Fledermausviren (29 an der Zahl) zur Spezies hinzuzunehmen, die große genetische Übereinstimmungen (bis zu 97 % in Schlüsselbereichen) mit den Viren der bisherigen Spezies hatten. Darunter befanden sich z. B. SARS-Rh-BatCoV HKU3, SARSr-Rh-BatCoV und SARSr-Rh-BatCoV 273.
Daraufhin wurde die Spezies Severe acute respiratory syndrome coronavirus mit der Gruppe von neuen, sehr ähnlichen Fledermausviren, genannt Severe acute respiratory syndrome-related bat coronavirus oder „SARS-related Rhinolophus BatCoV“, zur neuen Spezies Severe acute respiratory syndrome-related coronavirus vereint. Im Rahmen dessen wurde auch die neue Unterfamilie Coronavirinae in der Familie Coronaviridae gebildet, und aus der vorherigen Gattung Coronavirus die neuen Gattungen Alpha-, Beta- und Gammacoronavirus (aus den vorherigen Phylogruppen 1, 2 respektive 3 der vorherigen Gattung).
Die Regeln des International Committee on Taxonomy of Viruses (ICTV) zur Virustaxonomie geben vor, dass Spezies-Namen weder abgekürzt noch in andere Sprachen übersetzt werden sollen. Daher sind die geläufigen Abkürzungen wie „SARSr-CoV(s)“ und „SARS-related coronavirus(es)“ keine (international offiziellen) Alternativ-Bezeichnungen der Spezies, sondern zulässige, gebräuchliche Sammelbezeichnungen für einzelne oder alle Viren in dieser Spezies.
Mit schrittweisen der Einführung binärer Namen für Virus-Spezies durch das ICTV bekam die Art im April 2024 schließlich die neue binäre Bezeichnung Betacoronavirus pandemicum.

## Systematik
Zwar ist Betacoronavirus pandemicum (mit SARS-CoV und SARS-CoV-2) die derzeit (Stand 3. Juni 2024) einzige offiziell vom International Committee on Taxonomy of Viruses (ICTV) bestätigte Spezies in der Untergattung Sarbecovirus, in der Taxonomie das National Center for Biotechnology Information (NCBI) finden sich aber innerhalb dieser Untergattung eine Reihe vorgeschlagene Kandidaten, die dieser Spezies nicht zugeordnet sind. Die Systematik der Untergattung Sarbecovirus ist nach ICTV (Stand 7. Mai 2024), ergänzt um einige Vorschläge ach der NCBI-Taxonomie (Stand 3. Juni 2024) wie folgt:
Unterfamilie Orthocoronavirinae: Gattung Betacoronavirus
…
Untergattung Sarbecovirus

Spezies Betacoronavirus pandemicum [SARS-assoziierte Coronaviren, englisch Severe acute respiratory syndrome-related coronavirus, SARS-related coronavirus(es), SARSr-CoV, „Kenya bat coronavirus BtKY72“]
- Severe acute respiratory syndrome coronavirus [SARS coronavirus] (SARS-CoV, SARS-CoV-1) – Erreger von SARS

Subtyp Tor2 – Referenz (englisch Exemplar)
Subtyp PC4-227
Subtyp SARS-CoV/SARS-CoV-2 RdRp – künstliche Mutante: ursprüngliches SARS-Virus SARS-CoV-1 mit ausgetauschtem RdRp-Gen von SARS-CoV-2)
- Severe acute respiratory syndrome coronavirus 2 [SARS coronavirus 2, 2019-novel Coronavirus, Wuhan seafood market pneumonia virus] (SARS-CoV-2, 2019-nCoV) – Erreger von COVID-19

Subtyp Wuhan-Hu-1
Subtyp Severe acute respiratory syndrome coronavirus 2 isolate SARS-CoV-2/human/ZAF/NHLS-UCT-LA-ZC45/2023 (Bat_SL-CoV_ZC45, bat-SL-CoVZC45),
- Severe acute respiratory syndrome-related coronavirus BtKY72 [Kenya bat coronavirus BtKY72] (SARSr-CoV BtKY72)

Subtyp BtKY72
- Rhinolophus affinis bat coronavirus RaTG13 [Bat coronavirus RaTG13] (BatCoV-RaTG13, Bat_SL-CoV_RaTG13) – gefunden in Java-Hufeisennasen (Rhinolophus affinis, englisch intermediate horseshoe bat) in der chinesischen Provinz Yunnan (mit Gensequenz KP876546 zu BtCoV/4991 Polymerase)

- SARS-related betacoronavirus Rp3/2004 (Bt-SLCoV Rp3) – infiziert Rhinolophus sinicus

- Bat SARS coronavirus HKU3:

Subtyp Bat SARS coronavirus HKU3-3 (Bat_SL-CoV_HKU3-3)
Subtyp Bat SARS coronavirus HKU3-7 (Bat_SL-CoV_HKU3-7)
Subtyp Bat SARS coronavirus HKU3-12 (Bat_SL-CoV_HKU3-12)
- Civet SARS CoV SZ3/2003 (SARS-CoV SZ3) – infiziert Larvenroller

- Civet SARS CoV SZ16/2003 (SARS-CoV SZ16) – infiziert Larvenroller

- BtRs-BetaCoV/YN2013 (Bat_SL-CoV_YN2013)

- Bat coronavirus Rp/Shaanxi2011 (Bat_SL-CoV_Shaanxi2011)

- Bat coronavirus Cp/Yunnan2011 (Bat_SL-CoV_Yunnan2011)

- BtRs-BetaCoV/GX2013 (Bat_SL-CoV_GX2013)

- BtRs-BetaCoV/HuB2013 (Bat_SL-CoV_HuB2013)

- Bat SARS CoV Rm1/2004

Subtyp Bat CoV 279/2005 (Bat_SL-CoV_279)
- Bat SARS-like coronavirus isolate Rs4231 (Bat_SL-CoV_Rs4231)

- Bat SARS-like coronavirus isolate Rs4247 (Bat_SL-CoV_Rs4247)

- Bat SARS-like coronavirus isolate Rs7327 (Bat_SL-CoV_Rs7327)

- Bat SARS-like coronavirus isolate Rs9401 (Bat_SL-CoV_Rs9401)

- Bat SARS-like coronavirus isolate As6526 (Bat_SL-CoV_As6526)

- Severe acute respiratory syndrome-related coronavirus strain BtKY72 (Bat_SL-CoV_BtKY72)

- Bat SARS-like coronavirus YNLF_34C (Bat_SL-CoV_YNLF-34C)

- Bat SARS-like coronavirus isolate bat-SL-CoVZC45 (Bat_SL-CoV_ZXC21, bat-SL-CoVZXC21)

…
Spezies „Bat coronavirus BM48-31/BGR/2008“
- Bat_SL-CoV_BM48-31

Spezies „Bat coronavirus RacCS203“
Spezies „Bat coronavirus RacCS22“
Spezies „Bat coronavirus RacCS253“
Spezies „Bat coronavirus RacCS264“
Spezies „Bat coronavirus RacCS271“
Spezies „Bat SARS-like coronavirus Khosta-1“
Spezies „Bat SARS-like coronavirus Khosta-2“
Spezies „Bat SARS-like virus BtSY1“
Spezies „Bat SARS-like virus BtSY2“
Spezies „Betacoronavirus sp. RmYN05“
Spezies „Betacoronavirus sp. RmYN07“
Spezies „Betacoronavirus sp. RmYN08“
Spezies „Betacoronavirus sp. RpYN06“
Spezies „Betacoronavirus sp. RsYN03“
Spezies „Betacoronavirus sp. RsYN04“
Spezies „Betacoronavirus sp. RsYN09“
Spezies „Coronavirus BtRs-BetaCoV/YN2018A“
Spezies „Coronavirus BtRs-BetaCoV/YN2018B“
- Bat_SL-CoV_YN2018B

Spezies „Coronavirus BtRs-BetaCoV/YN2018C“
- Bat_SL-CoV_YN2018C

Spezies „Coronavirus BtRs-BetaCoV/YN2018D“

Spezies „Horseshoe bat sarbecovirus“

Spezies „Pangolin coronavirus“ [Manis-CoV, pangolin SARS-like coronavirus, Pan_SL-CoV, Pangolin-CoV] – bei Schuppentieren
- Pangolin coronavirus isolate MP789 – aus der Metagenomik
- Klade Pan_SL-CoV_GX gefunden in Malaiischen Schuppentieren (Manis javanica, englisch Sunda pangolin, vom chinesischen Zoll in der Provinz Guangxi beschlagnahmt)

Subtyp Pan_SL-CoV_GX/P4L
Subtyp Pan_SL-CoV_GX/P2V
Subtyp Pan_SL-CoV_GX/P1E
Subtyp Pan_SL-CoV_GX/P5L
Subtyp Pan_SL-CoV_GX/P5E
Subtyp Pan_SL-CoV_GX/P3B
- Klade Pan_SL-CoV_GD gefunden in Malaiischen Schuppentieren (Manis javanica, englisch Sunda pangolin, vom chinesischen Zoll in der Provinz Guangdong beschlagnahmt)

Subtyp Pan_SL-CoV_GD/P1La
Subtyp Pan_SL-CoV_GD/P2S
Subtyp Pan_SL-CoV_GD/P1L mit den SRA -Bezeichnern SRR10168374, SRR10168392, SRR10168376, SRR10168377 und SRR10168378
Spezies „Pangolin coronavirus GZ5-2“
Spezies „Rhinolophus siamensis bat sarbecovirus“
Spezies „Sarbecovirus RhGB01“
- Bat coronavirus RhGB01 (BatCoV-RhGB01) – aus Metagenomanalysen bei der Kleinen Hufeisennase (Rhinolophus hipposideros) in Gloucestershire (England) und Wales.

Spezies „Sarbecovirus sp. RfGB01“
Spezies „Sarbecovirus sp. RfGB02“
Spezies „Sarbecovirus sp. RhGB07“
Spezies „Sarbecovirus sp. RhGB08“
Spezies „SARS-like coronavirus WIV16“
- Bat_SL-CoV_WIV16

Spezies „Bat coronavirus BetaCoV/Rm/Yunnan/YN02/2019“
- Bat coronavirus RmYN02 [Rhinolophus malayanus bat coronavirus RmYN02] (BatCoV-RmYN02) – gefunden in der Malaiischen Hufeisennase (R. malayanus).

ohne Zuordnung zu einer Spezies
- Sarbecovirus sp. isolate Anlong-112 (Bat_SL-CoV_Anlong-112)

- Sarbecovirus sp. isolate SC2018B (Bat_SL-CoV_SC2018)

- Bat_SL-CoV_Rf9402

- Bat coronavirus RmYN01 (BatCoV-RmYN01 BetaCoV/Rm/Yunnan/YN01/2019)

- Bat_SL-CoV_Longguan

- Bat coronavirus Rc-o319 [Rhinolophus cornutus bat coronavirus Rc-o319] (BatCoV-Rc-o319) – gefunden im Kot von Horn-Hufeisennasen (Rhinolophus cornutus, englisch little Japanese horseshoe bat) in Japan

…
Anm.:
Es ist nur eine Auswahl der wichtigsten Vertreter angegeben.
Der Referenzstamm der Spezies („Exemplar“) ist SARS-CoV mit Tor2